# Eduard Špoljar
Eduard (Edo) Špoljar (Zagreb, 1913. – Zagreb, 5. lipnja 2003.), hrvatski književnik i kazališni djelatnik.
Bio je ravnateljem i redateljem Narodnoga kazališta u Bjelovaru, te profesorom  hrvatskoga jezika na Gimnaziji u Bjelovaru.

## Životopis
Diplomirao je na Visokoj pedagoškoj školi u Zagrebu. Do 1951. bio je nastavnikom učiteljske škole, a od 1951. direktor Narodnog kazališta u Bjelovaru. Nakon gašenja kazališta radio je kao srednjoškolski nastavnik u Gimnaziji.
Pisao je drame i komedije, te romane i  pripovijetke. Dobio je nagradu Foringer za najbolji feljton o učiteljstvu. Prevodio je s engleskoga jezika. Posljednje mu je počivalište na Mirogoju, gdje je pokopan 9. lipnja 2003.

## Djela
(popis nepotpun)
Dio u suautorstvu s Brankom Špoljarom
- Miš u sanduku, 1938.
- Zbirka dječjih igrokaza, Bjelovar, 1938.
- Svitanje : drama iz seljačkog života u 3 čina, 1939.
- Djeca glume : zbirka dječjih, igrokaza i deklamacija, 1940.
- Mi putujemo..., 1941.
- Dva igrokaza : povratak i izdaja, 1942.
- Malim prijateljima, 1942.
- Doživljaji, (kratke priče), 1944.
- Junaci Kanade / The Settlers in Canada – Frederick Marryat – priredili Eduard i Branko Špoljar, 1945.
- Stepski jahač / A. Bienengraber (slobodno preradili Eduard i Branko Špoljar), 1945.
- Malim glumcima, 1954.
- Ciko, 1954., 1957. na albanskom jeziku u Prištini.
- Dječak Vilim i pas Vjerni, 1955.
- Mi putujemo : putopisna pripovijetka, 1969.
- U Bunkeru, (članak), 1992.
- Groteske, priče, humoreske, 1995.
- Kobna sjena prošlosti : drama u četiri slike ; Mladenov slučaj : igrokaz u pet slika, 1995., ISBN 9536254107
- Novelete, 1996.

Ostala djela: Čovjek iz velikog svijeta, Oliver Twist, U zagrljaju đavla, itd.